# Xã Hurricane, Quận Saline, Arkansas
Xã Hurricane (tiếng Anh: Hurricane Township) là một xã thuộc quận Saline, tiểu bang Arkansas, Hoa Kỳ. Năm 2010, dân số của xã này là 2.601 người.